# Deutscher Spiele Preis
Le Deutscher SpielePreis est le deuxième prix le plus important attribué à des Jeux de société en Allemagne, après le Spiel des Jahres. Le prix est décerné par des critiques (60 %) et les lecteurs du magazine « Pöppel-Revue » (40 %). Il est proclamé lors du Salon du jeu de Essen, en octobre.
Les jeux sont présentés dans l'ordre décroissant des points obtenus, du premier au dixième. Un prix spécial, Essener Feder, est décerné pour la meilleure règle et depuis 1992 le Deutscher KinderspielePreis pour le meilleur jeu s'adressant aux enfants.

## Jeux primés
| Année | Jeu                           | Auteur(s)                                  | Éditeur                               |
| ----- | ----------------------------- | ------------------------------------------ | ------------------------------------- |
| 1990  | Adel verpflichtet             | Klaus Teuber                               | F.X. Schmid Alea                      |
| 1991  | Labyrinthe master             | Max J. Kobbert                             | Ravensburger                          |
| 1992  | Der fliegende Holländer       | Klaus Teuber                               | Parker                                |
| 1993  | Modern Art                    | Reiner Knizia                              | Hans im Glück                         |
| 1994  | 6 qui prend !                 | Wolfgang Kramer                            | Amigo Gigamic                         |
| 1995  | Les Colons de Catane          | Klaus Teuber                               | Kosmos Filosofia                      |
| 1996  | El Grande                     | Wolfgang Kramer Richard Ulrich             | Hans im Glück Jeux Descartes          |
| 1997  | Löwenherz                     | Klaus Teuber                               | Goldsieber                            |
| 1998  | Tigre & Euphrate              | Reiner Knizia                              | Hans im Glück                         |
| 1999  | Tikal                         | Wolfgang Kramer Michael Kiesling           | Ravensburger                          |
| 2000  | Tadsch Mahal alias Taj Mahal  | Reiner Knizia                              | Alea                                  |
| 2001  | Carcassonne                   | Klaus-Jürgen Wrede                         | Hans im Glück                         |
| 2002  | Puerto Rico                   | Andreas Seyfarth                           | Alea Tilsit                           |
| 2003  | Amun Re                       | Reiner Knizia                              | Hans im Glück                         |
| 2004  | Sankt Petersburg              | Bernd Brunnhofer alias Michael Tummelhofer | Hans im Glück                         |
| 2005  | Louis XIV                     | Rüdiger Dorn                               | Alea                                  |
| 2006  | Caylus                        | William Attia                              | Ystari Games                          |
| 2007  | Les Piliers de la Terre       | Michael Rieneck (de) Stefan Stadler (de)   | Kosmos Filosofia                      |
| 2008  | Agricola                      | Uwe Rosenberg                              | Lookout Games Ystari Games            |
| 2009  | Dominion                      | Donald X. Vaccarino                        | Hans im Glück Filosofia               |
| 2010  | Fresko                        | Marco Ruskowski Marcel Süßelbeck           | Queen Games                           |
| 2011  | 7 Wonders                     | Antoine Bauza                              | Repos Production                      |
| 2012  | Descendance                   | Inka et Markus Brand                       | Gigamic                               |
| 2013  | Terra Mystica                 | Jens Drögemüller Helge Ostertag            | Filosofia                             |
| 2014  | Russian Railroads             | Helmut Ohley Leonhard Orgler               | Hans im Glück Filosofia               |
| 2015  | Auf den Spuren von Marco Polo | Daniele Tascini Simone Luciani             | Hans im Glück Filosofia               |
| 2016  | Mombasa                       | Alexander Pfister                          | Eggertspiele / Pegasus Spiele Gigamic |
| 2017  | Terraforming Mars             | Jacob Fryxelius                            | FryxGames Intrafin Games              |
| 2018  | Azul                          | Michael Kiesling                           | Plan B Games / Pegasus Spiele Asmodee |
| 2019  | Wingspan                      | Elizabeth Hargrave                         | Stonemaier Games Matagot              |
| 2020  | The Crew                      | Thomas Sing                                | Iello Kosmos Verlag                   |
| 2021  | Les Ruines Perdues de Narak   | Michaela Štachová Michal Štach             | Iello Czech Games Edition             |
| 2022  | Ark Nova                      | Mathias Wigge                              | Super Meeple Feuerland                |
| 2023  | Planet Unknown                | Ryan Lambert, Adam Rehberg                 | Strohmann Games                       |
| 2024  | Forêt mixte                   | Kosch                                      | Lookout Games                         |

### Jeux primés au Deutscher Kinderspielepreis
| Année | Jeu                                   | Auteur(s)                             | Editeur                            |
| ----- | ------------------------------------- | ------------------------------------- | ---------------------------------- |
| 1992  | Groin Devant                          | Heinz Meister                         | Ravensburger                       |
| 1993  | Verflixt gemixt                       | Heinz Meister                         | Ravensburger                       |
| 1994  | Petites Sorcières                     | Heinz Meister                         | F.X. Schmid                        |
| 1995  | Mouse In the House                    | Charles Girsch                        | F.X. Schmid                        |
| 1996  | Hallo Dachs                           | Klaus Teuber                          | Goldsieber                         |
| 1997  | Les chevaliers de la Noisette         | Klaus Teuber                          | Goldsieber                         |
| 1998  | Pique Prune                           | Klaus Zoch                            | Zoch                               |
| 1999  | Kayanak                               | Peter-Paul Joopen                     | Haba                               |
| 2000  | Pat le Pirate                         | Wolfgang Kramer                       | Haba                               |
| 2001  | Tic Tac Troll                         | Heinz Meister, Klaus Zoch             | Zoch                               |
| 2002  | Le détective malin                    | Manfred Ludwig                        | Haba                               |
| 2003  | À l'école des fantômes                | Kai Haferkamp, Markus Nikisch         | Haba                               |
| 2004  | La Danse des vampires                 | Norbert Proena                        | Zoch                               |
| 2005  | Akaba                                 | Guido Hoffmann                        | Haba                               |
| 2006  | La Nuit des Magiciens                 | Jens-Peter Schliemann, Kirsten Becker | Drei Magier Spiele                 |
| 2007  | Château Roquefort                     | Bernhard Weber, Jens-Peter Schliemann | Zoch                               |
| 2008  | Wer war’s?                            | Reiner Knizia                         | Ravensburger                       |
| 2009  | Victor et le Château aux 1000 Miroirs | Inka Brand, Markus Brand              | Kosmos                             |
| 2010  | S.O.S. Octopus                        | Oliver Igelhaut                       | Kosmos                             |
| 2011  | Pousse-Monstre                        | Inka Brand, Markus Brand              | Kosmos                             |
| 2012  | Mito                                  | Emely Brand, Lukas Brand              | Drei Magier Spiele                 |
| 2013  | Panic Cafard                          | Peter-Paul Joopen                     | Ravensburger                       |
| 2014  | Le volcan aux rubis                   | Carlo Emanuele Lanzavecchia           | Haba                               |
| 2015  | Gare à la toile                       | Roberto Fraga                         | Zoch                               |
| 2016  | Leo                                   | Leo Colovini                          | Abacusspiele                       |
| 2017  | Icecool                               | Brian Gomez                           | Amigo                              |
| 2018  | Memoarrr!                             | Carlo Bortolini                       | Edition Spielwiese, Pegasus Spiele |
| 2019  | Concept Kids Animaux                  | Gaetan Beaujannot, Alain Rivollet     | Repos Production                   |
| 2020  | Andor Junior                          | Inka Brand, Markus Brand              | Kosmos                             |
| 2021  | Dodo                                  | Marco Teubner, Frank Bebenroth        | Kosmos                             |
| 2022  | Le grand prix de Belcastel            | Wolfgang Warsch                       | Schmidt                            |
| 2023  | Mysterium Kids                        | Antonin Boccara & Yves Hirschfeld     | Libellud & Space Cow               |